# مدادرنگی

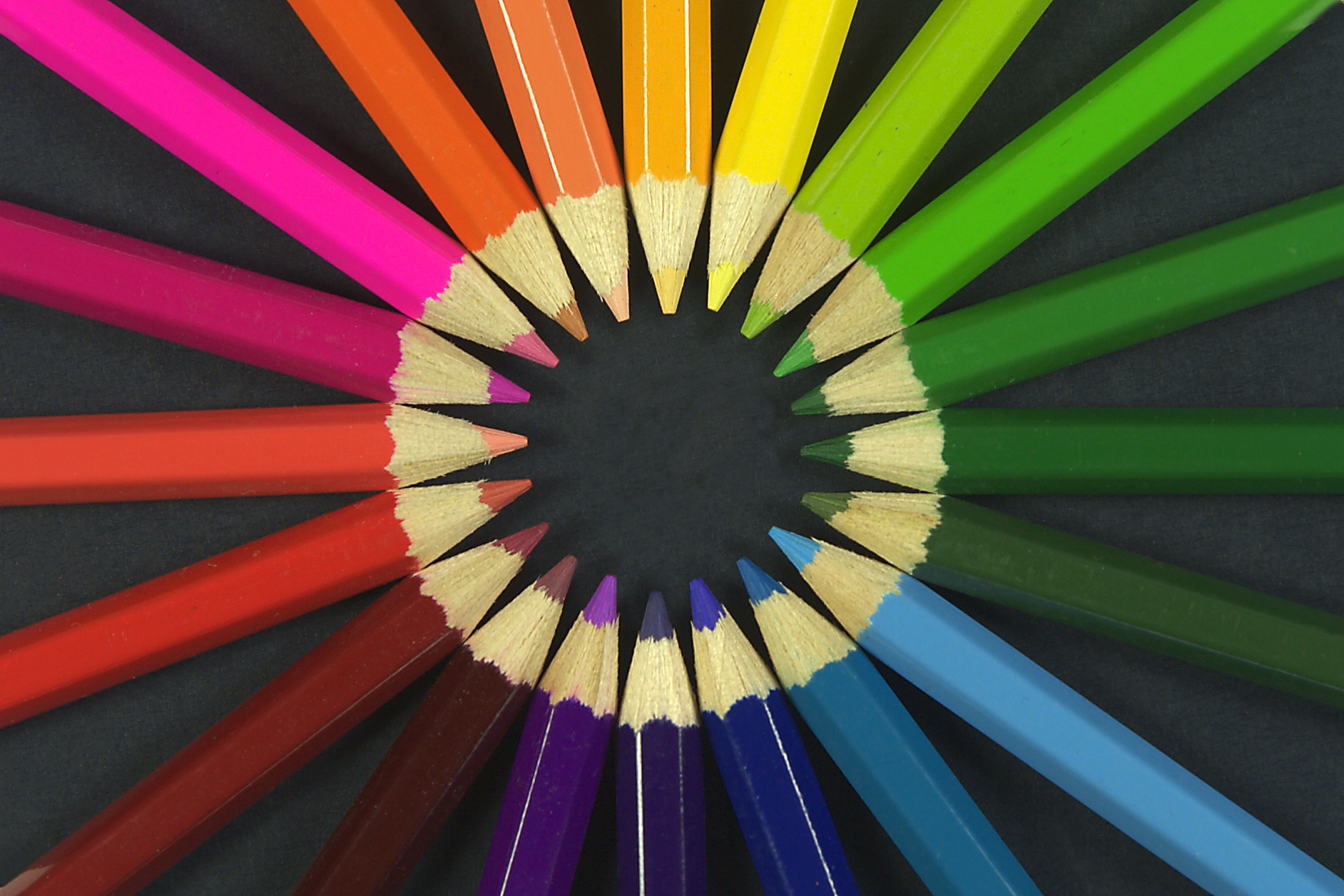
مدادهای رنگی

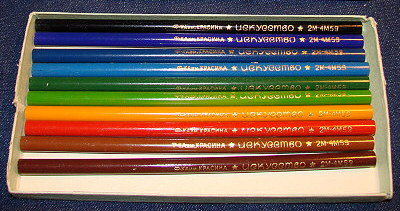
یک جعبه مدادرنگی قدیمی متعلق به شوروی، سال ۱۹۵۹

مدادرنگی نوعی مداد با رنگ‌های مختلف است که مغزیِ آن اثر رنگی بر جای می‌گذارد. برخلاف مدادهای از جنس زغال و گرافیت، هسته‌های مدادرنگی بر پایهٔ موم یا روغن هستند و حاوی نسبت‌های متفاوتی از رنگدانه‌ها، مواد افزودنی و پیونده می‌باشند.
کاغذهای مناسب برای مدادرنگی متنوع اند. به‌جز کاغذهای صیقلی (مثل کاغذ گلاسه) و کاغذهای خیلی زبر، می‌توان از هر نوع کاغذ، استفاده کرد - از کاغذهای بسیار مرغوب گرفته تا کاغذهای بسته‌بندی. کاغذهای مرغوب ضخیم هستند و بافت کاملاً فشرده دارند. حتی کاغذهای رنگی، به‌ویژه کم‌رنگ نیز برای نقاشی با مدادرنگی بسیار مناسبند. بسته به درشتی بافت کاغذ و پرزهای آن، اثر هنری حالت متفاوتی به خود می‌گیرد.

## تکنیک‌ها و سبک‌ها

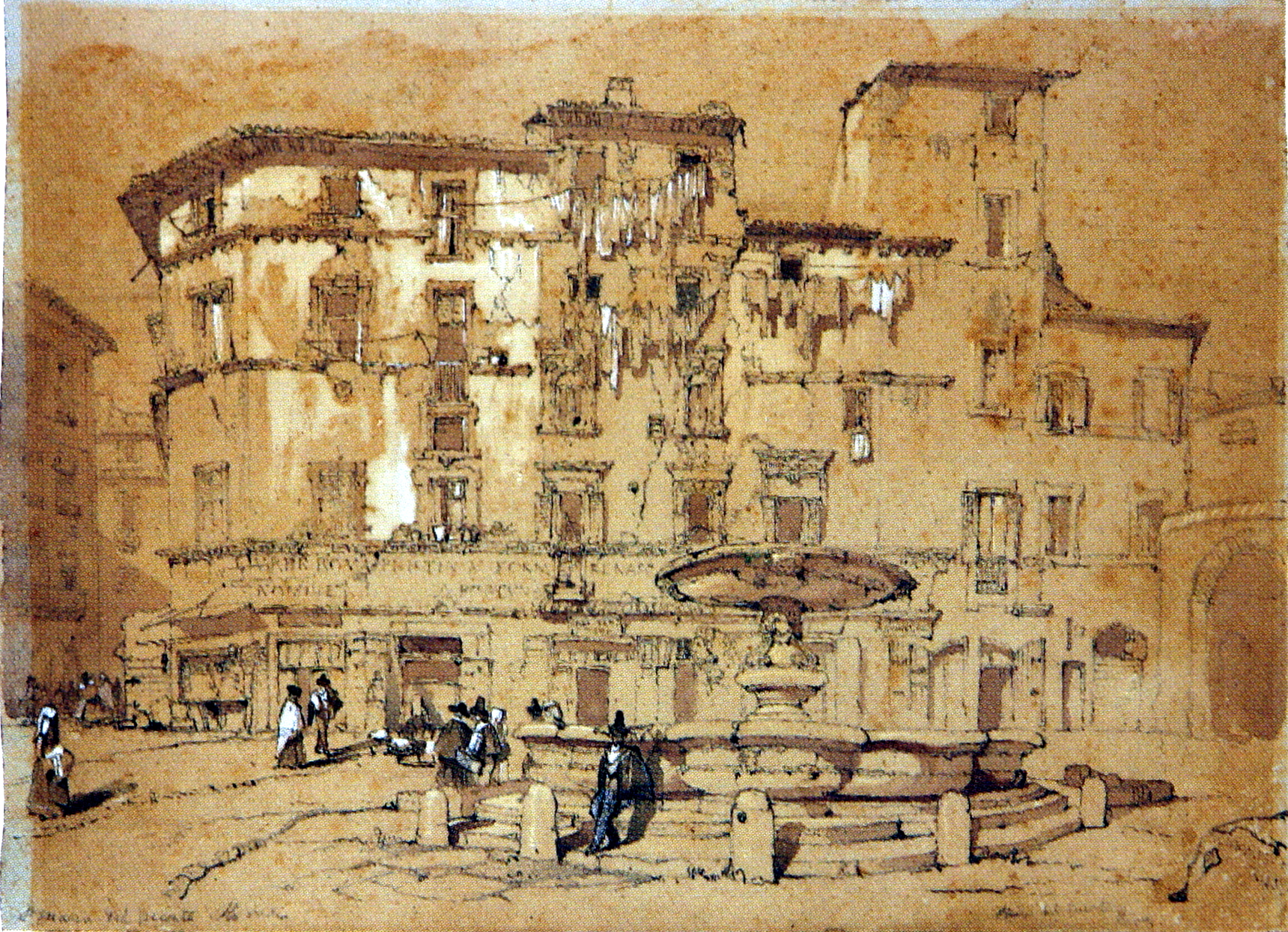
نقاشی با مداد رنگی

در تکنیک‌های نقاشی با مداد رنگی می‌توان تنها از سه رنگ اولیه استفاده کرد، یا تعداد رنگ‌های بیشتری را به کار برد. حتی عده‌ای از جعبه مدادهای ۷۲ رنگی استفاده می‌کنند که معمولاً برای نقشه‌های معماری استفاده می‌شود.
سبک‌های مختلفی برای کار با مداد رنگی وجود دارد، از جمله سبک‌های زیر که دو سبک نخست در میان نقاشان رایج‌تر هستند
- شیوه خطی: در این شیوه اثر با استفاده از خط‌هایی در جهت‌های مختلف شکل می‌گیرد. این خط‌ها می‌توانند کنارهم، روی هم، متقاطع و … باشند. هنرمند با تنظیم این خط‌ها سایه روشن، درجات تیرگی-روشنایی و کنتراست‌ها را خلق می‌کند.[۶]
- شیوه سایه‌پردازی: در این شیوه خط‌هایی که با مدادرنگی رسم می‌شوند کاملاً برهم‌نهاده و محو می‌شوند تا رنگ آمیزی اثر پیوسته شود. به این ترتیب سایه روشن، درجات تیرگی-روشنایی و حجم‌ها شکل می‌گیرند.[۶]
- شیوه خراش
- شیوه شیاراندازی
- شیوه سفید کردن

در نقاشی می‌توان مدادرنگی را با دیگر وسایل نقاشی مانند آبرنگ، اِیربراش و «ماژیک محو کن» ترکیب کرد. مداد آبرنگی نیز ابزار دیگری برای این کار است.

## مداد آبرنگی
مداد آبرنگی نوعی از مداد رنگی است که می‌توان با قلم‌موی نقاشی مرطوب رنگ آن را مانند آبرنگ روی کاغذ پخش کرد.
ویژگی نقاشی با مداد آبرنگی این است که اثر هم حالت آبرنگ را دارد، و هم ردّ مداد رنگی دیده می‌شود.و با برخورد آب به آن، خیس شده و حتی اثری هم روی دست جای می‌گذارد.

## تاریخچه و منشأ اولین مداد رنگی‌ها
منشأ و تاریخچه اولیه خیلی مشخصی، برای مدادهای رنگی وجود ندارد ولی رومیان باستان از مداد رنگی‌های پایه موم استفاده می‌کردند.
مدادرنگی‌های اولیه در اوایل قرن ۱۹ برای علامت گذاری استفاده می‌شدند. در سال ۱۸۳۴ میلادی یک شرکت آلمانی توسط یوهان سباستین استدلر مدادهای رنگی روغنی را ساخت. تولید مدادهای رنگی برای مقاصد هنری در قرن بیستم توسعه یافت. فابرکاستل و کرن داش در سال ۱۹۲۴ میلادی شروع به ساخت اولین مدادرنگی‌های هنری کردند.
برول نیز در سال ۱۹۳۸ میلادی شروع به تولید مداد رنگی کرد. سایر تولیدکنندگان از جمله دیروونت، پروگریسو، لیرا، ریمبرانت و بلک استودیو نیز در ۳ یا ۴ دهه بعد شروع به ساخت مداد رنگی کردند که تعدادی از آن‌ها ادعا می‌کردند سازنده آبرنگ‌های اولیه نیز هستند.

## اجزای مدادرنگی
مداد رنگی از چه چیزی ساخته شده؟ مداد رنگی از ۴ قسمت تشکیل شده:
- چوب
- رنگدانه‌ها
- چسب اتصال دهنده
- افزودنی

### چوب
چوب که به عنوان بدنه مداد رنگی مورد استفاده است، یک عنصر ضروری برای نگه داشتن هسته یا مغزی مدادرنگی است. با این حال در سال‌های اخیر، استفاده از این نوع بدنه به چالش کشیده شده‌است. با ورود مداد رنگی‌های بدون چوب به بازار، در کنار برندهایی که از منابع چوبی ۱۰۰٪ استفاده می‌کنند، شرکت‌های بیشتری به دنبال تغییر در نحوه ساخت مداد رنگی هستند.

### مغز مداد رنگی از چیست؟
مواد تشکیل دهنده مغز مداد رنگی عبارت است از: رنگدانه‌ها، بایندرها و افزودنی‌ها.

### رنگدانه
یکی از ویژگی‌های مهم و قابل توجه در مورد مداد رنگی، رنگدانه است. رنگدانه‌ها مورد استفاده توسط یک برند تولیدکننده نسبت به برند دیگر ممکن است بسیار متفاوت باشند. هنگام مقایسه مداد رنگی ارزان با مداد رنگی حرفه‌ای، رنگدانه مهم‌ترین عامل در قیمت و هم در کاربرد است.

### بایندر
بایندرها که گاهی به آنها رزین نیز گفته می‌شود، اساساً چسبی هستند که رنگدانه را هنگام مخلوط شدن با یکدیگر در جای خود نگه می‌دارند. این کار باعث می‌شود که توزیع یکنواخت رنگدانه در سراسر هسته مداد شما وجود داشته باشد.
بایندرها می‌توانند از موادی مانند: صمغ عربی، موم پارافین و حتی یک ترکیب روغنی ساخته شوند.
نوع چسب استفاده شده می‌تواند نحوه عملکرد مداد رنگی را هنگام کشیدن روی کاغذ تحت تأثیر قرار دهد.

### افزودنی
اکستندرها که همراه با بایندرها استفاده می‌شوند، باعث می‌شود مغزی مداد رنگی بدنه محکمی داشته باشد. مقدار اکستندرهای مورد استفاده در یک مداد رنگی تعیین‌کننده این است که مغزی نرم و کره‌ای خواهد بود یا آن که کمی سخت‌تر است.
علاوه بر این، استفاده از اکستندرها می‌تواند باعث کاهش استفاده از چسب و رنگدانه مورد نیاز شده که در نهایت به کاهش قیمت مدادرنگی کمک کند.

## انواع مدادرنگی
انواع مداد رنگی بسته به کاربرد آن ساخته می‌شود، مثلاً مداد رنگی‌های هنرمندان از کیفیت بهتری ساخته می‌شود و دارای رنگدانه‌های مناسب، رنگ با کیفیت، غلظت بالای رنگدانه‌ها، مقاوم در برابر اشعه خورشید، مقاوم در برابر شکست و… می‌باشد اما مدادرنگی‌های مورد استفاده برای دانش آموزان از کیفیت مطلوبی برخوردار است و بهتر توسط پاکن، پاک می‌شود. تعداد کمی از مدادرنگی‌ها نیز به صورت مداد مکانیکی ساخته می‌شوند.